# Renaud-Insel
Die Renaud-Insel ist die größte Insel der Biscoe-Inseln in der Antarktis. Sie liegt ungefähr 40 Kilometer vor der antarktischen Halbinsel und etwa 100 Kilometer nördlich der Adelaide-Insel. Die eisbedeckte Insel hat eine Landfläche von rund 618 km² und eine Küstenlänge von rund 148 Kilometern.

## Beschreibung
Die Insel wurde durch den englischen Walfänger John Biscoe bei seiner Antarktis-Expedition (1830–1832) entdeckt. 1908 wurde sie durch Jean-Baptiste Charcot kartiert, der sie nach dem französischen Hydrografen Marie Joseph Augustin Renaud (1854–1921) benannte.
Auf den Felsen des Armstrong-Riffs, zwei Kilometer südwestlich der Renaud-Insel, befindet sich eine der größten Kolonien des Adeliepinguins im Bereich der antarktischen Halbinsel. 1984 wurden 12.800 Brutpaare gezählt. Die Kolonie wird von BirdLife International als Important Bird Area (Ant007) ausgewiesen.